# Канада на Зимским олимпијским играма 1936.
Канада је учествовала на другим по реду Зимским олимпијским играма одржаним 1936. године у Гармиш-Партенкирхену, Немачка. То су биле четврте Зимске олимпијске игре на којима су учествовали канадски спортисти. Канада је учествовала у 13 спортских дисциплина од укупно 7 спортова у којима су учествовали: „Алпско скијање, хокеј на леду, уметничко клизање, крос контри, нордијска комбинација, скијашки скокови и брзинско клизање. Једина медаља, златна, је освојена у Хокеју на леду“.
За хокејашки турнир се пријавило рекордних 15 репрезентација и мечеви су се одигравали на два терена. Један терен са оградом је направљен специјално за ове игре док је други терен био направљен на језеру Рисер.
Канада је освојила сва четири претходна олимпијска турнира, са укупном гол-разликом 209:8, и важила је за фаворита. Победник Алан купа за 1935. годину је био тим Халифакс вулверинса и он је требало да представља Канаду на овом турниру. Због новчаних проблема, тим је тражио да им се плате трошкови учествовања на играма, тим је дисквалификован и уместо њих на игре је отпутовала екипа Порт Артур бер катса.
Пре почетка хокејашког турнира, канадски званичници су уложили протест против уписа екипе Велике Британије која је имала пријављена 11 Канађана у свој регистар. Међутим по тадашњим правилима МОК-а то је било могуће и протест је одбијен. 
У групи А, Канада је показала своју доминацију и победама против Пољске (8:1), Литваније (11:0) и Аустрије (5:2) се квалификовала за другу рунду такмичења. У другој рунди Канада је за противнике имала репрезентације Немачке, Мађарске и Велике Британије. У првој утакмици је голман репрезентације Велике Британије, Џими Фостер иначе из канадског града Винипега, постао са својим одбранама херој утакмице. Канада је доживела свој први пораз на олимпијским играма. Репрезентација Велике Британије је победила са 2:1. У следеће две утакмице Канада је победила прво Мађарску са 15:0 а затим и домаћина Немачку са 6:2. Пошто су се резултати из претходних фаза преносили у наредну фазу, Канада је финалну фазу започела са једном изгубљеном утакмицом.
У финалном делу турнира Канада је победила Сједињене Државе са 1:0 и Чехословачку са 7:0. Да би поново освојили злато потребно им је било да репрезентација Сједињених Држава победи Велику Британију. После три продужетка та утакмица се завршила без победника и тиме су Британци освојили злато а Канада сребро, што је представљало велико изненађење у хокејашком свету.

### Освојене медаље на ЗОИ
| Освојене медаље канадских спортиста на ЗОИ 1936. |                      |       |        |        |        |
| Спортиста                                        | Спорт                | Злато | Сребро | Бронза | Укупно |
| Хокеј на леду                                    | Хокеј на леду, мушки | 0     | 1      | 0      | 1      |
| Укупно                                           | 1                    | 0     | 1      | 0      | 1      |

### Алпско скијање
Мушки
| Скијаш             | Дисциплина  | Спуст  | Спуст    | Слалом         | Слалом          | Слалом   | Укупно            | Укупно  |
| Скијаш             | Дисциплина  | Време  | Позиција | Време 1        | Време 2         | Позиција | Укупно поена      | Пласман |
| ------------------ | ----------- | ------ | -------- | -------------- | --------------- | -------- | ----------------- | ------- |
| Бад Кларк          | Комбинација | 7:29.0 | 47       | 2:03.9 (+0:06) | Дисквалификован | –        | Није завршио трку | –       |
| Вилијам Бал        | Комбинација | 6:40.6 | 39       | 2:07.7         | Дисквалификован | –        | Није завршио трку | –       |
| Корл Јохан Бадсвик | Комбинација | 5:55.2 | 26       | 1:54.3         | Дисквалификован | –        | Није завршио трку | –       |

Жене
| Скијаш               | Дисциплина | Спуст  | Спуст    | Слалом         | Слалом          | Слалом   | Укупно            | Укупно  |
| Скијаш               | Дисциплина | Време  | Позиција | Време 1        | Време 2         | Позиција | Укупно поена      | Пласман |
| -------------------- | ---------- | ------ | -------- | -------------- | --------------- | -------- | ----------------- | ------- |
| Дијана Гордон-Ленокс | Combined   | 8:03.8 | 32       | 2:26.2         | 2:04.8          | 28       | 57:68             | 29      |
| Мерион Милер         | Combined   | 7:30.4 | 29       | 2:24.7         | 2:28.7          | 29       | 58.01             | 28      |
| Едвина Шамијер       | Combined   | 7:21.0 | 26       | 2:30.1         | Дисквалификован | –        | Није завршио трку | –       |
| Луиз Батлер          | Combined   | 6:20.0 | 18       | 1:54.4 (+0:12) | 1:45.9          | 19       | 72.31             | 15      |

## Скијашко трчање
Мушки
| Дисциплина | Скијаш             | Трка    | Трка     |
| Дисциплина | Скијаш             | Време   | Позиција |
| ---------- | ------------------ | ------- | -------- |
| 18         | Карл Јохан Бадсвик | 1'39:30 | 64       |
| 18         | Том Мобратен       | 1'33:28 | 57       |
| 18         | Бад Кларк          | 1'32:46 | 54       |
| 18         | Бад Кларк          | 1'30:20 | 47       |

## Уметничко клизање
Мушки
| Клизач            | Дисциплина        | ЦФ | ФС | Позиција | Поена | Пласман |
| ----------------- | ----------------- | -- | -- | -------- | ----- | ------- |
| Монтгомери Вилсон | Мушки појединачно | 4  | 5  | 30       | 394.5 | 4       |

Жене
| Клизач                   | Дисциплина       | ЦФ | ФС | Позиција | Поена | Пласман |
| ------------------------ | ---------------- | -- | -- | -------- | ----- | ------- |
| Констанца Вилсон-Самјуел | Жене појединачно | НП | –  | –        | –     | –       |

Парови
| Клизачи                      | Поена | Скор | Пласман |
| ---------------------------- | ----- | ---- | ------- |
| Одри Гарланд Фрејзер Свитмен | 105   | 8.7  | 12      |
| Луиз Бертрам Стјуарт Реберн  | 68.5  | 9.8  | 6       |

## Хокеј на леду

### Група А
Две првопласиране репрезентације су се квалификовале за полуфиналну фазу
|          | Ут | По | Из | Не | ГД | ГП | Бодова |
| -------- | -- | -- | -- | -- | -- | -- | ------ |
| Канада   | 3  | 3  | 0  | 0  | 24 | 3  | 6      |
| Аустрија | 3  | 2  | 1  | 0  | 11 | 7  | 4      |
| Пољска   | 3  | 1  | 2  | 0  | 11 | 12 | 2      |
| Летонија | 3  | 0  | 3  | 0  | 3  | 27 | 0      |

| 6. фебруар | Канада | 8-1 (5-0,2-1,1-0)  | Пољска   |
| 7. фебруар | Канада | 11-0 (2-0,3-0,6-0) | Летонија |
| 8. фебруар | Канада | 5-2 (4-0,1-2,0-0)  | Аустрија |

### Полуфинална рунда група А
Две првопласиране репрезентације су се квалификовале за борбу за медаље
|                  | Ут | По | Из | Не | ГД | ГП | Бодова |
| ---------------- | -- | -- | -- | -- | -- | -- | ------ |
| Велика Британија | 3  | 2  | 0  | 1  | 8  | 3  | 5      |
| Канада           | 3  | 2  | 1  | 0  | 22 | 4  | 4      |
| Немачка          | 3  | 1  | 1  | 1  | 5  | 8  | 3      |
| Мађарска         | 3  | 0  | 3  | 0  | 2  | 22 | 0      |

| 11. фебруар | Велика Британија | 2-1 (1-1,0-0,1-0)  | Канада   |
| 12. фебруар | Канада           | 15-0 (3-0,9-0,3-0) | Мађарска |
| 13. фебруар | Немачка          | 2-6 (0-1,0-3,2-2)  | Канада   |

### Финална фаза хокејашког турнира
|                  | Ут | По | Из | Не | ГД | ГП | Бодова |
| ---------------- | -- | -- | -- | -- | -- | -- | ------ |
| Велика Британија | 3  | 2  | 0  | 1  | 7  | 1  | 5      |
| Канада           | 3  | 2  | 1  | 0  | 9  | 2  | 4      |
| Сједињене Државе | 3  | 1  | 1  | 1  | 2  | 1  | 3      |
| Чехословачка     | 3  | 0  | 3  | 0  | 0  | 14 | 0      |

Релевантни резултати из полуфинала су пренета у финале
| 11. фебруар | Велика Британија | 2-1 (1-1, 0-0, 1-0) | Канада           |
| 15. фебруар | Канада           | 7-0 (3-0,3-0,1-0)   | Чехословачка     |
| 16. фебруар | Канада           | 1-0 (1-0,0-0,0-0)   | Сједињене Државе |

### Голгетер
| Држава и играч | Ут | Гол | Асист | Поена |
| -------------- | -- | --- | ----- | ----- |
| Хју Фаркхарсон | 8  | 11  | 8     | 19    |

## Нордијска комбинација
Дисциплине:
- 18  скијашко трчање
- скијашки скокови

Скијашко трчање на 18  и скијашки скокови су били спојени у једну дисциплину, Нордијску комбинацију. Неки скијаши су се пријавили у скијашком трчању појединачно и Нордијској комбинацији, надајући да ће освојити више медаља, међутим број такмичара из једне државе је био ограничен тако да се многи нису могли пријавити. Резултати скијашких скокова су се рачунали само у дисциплини Нордијске комбинације.
| Такмичар           | Дисциплина  | Скијашко трчање | Скијашко трчање | Скијашко трчање | Скијашки скокови | Скијашки скокови | Скијашки скокови | Скијашки скокови | Резултат | Резултат |
| Такмичар           | Дисциплина  | Време           | Поена           | Позиција        | Дистанца 1       | Дистанца 2       | Укупно поена     | Позиција         | Поена    | Позиција |
| ------------------ | ----------- | --------------- | --------------- | --------------- | ---------------- | ---------------- | ---------------- | ---------------- | -------- | -------- |
| Карл Јохан Бадсвик | Појединачно | 1'39:30         | 115.2           | 47              | 49.0             | 46.0             | 191.7            | 14               | 306.9    | 41       |
| Том Мобратен       | Појединачно | 1'33:28         | 143.8           | 41              | 49.0             | 52.5             | 205.0            | 6                | 348.8    | 31       |
| Вилијам Бал        | Појединачно | 1'32:46         | 147.3           | 39              | 40.5             | 36.0             | 97.4             | 46               | 244.7    | 46       |
| Бад Кларк          | Појединачно | 1'30:20         | 159.3           | 33              | 36.5             | 35.0             | 156.1            | 41               | 315.4    | 39       |

## Скијашки скокови
| Скакач             | Дисциплина          | Скок 1 (Дуж.) | Скок 1 (Дуж.) | Скок 1 (Дуж.) | Скок 2 (Дуж.) | Скок 2 (Дуж.) | Скок 2 (Дуж.) | Укупно | Укупно  |
| Скакач             | Дисциплина          | Дистанца      | Поена         | Позиција      | Дистанца      | Поена         | Позиција      | Поена  | Пласман |
| ------------------ | ------------------- | ------------- | ------------- | ------------- | ------------- | ------------- | ------------- | ------ | ------- |
| Норман Гагње       | Нормална скакаоница | 58.0          | 87.7          | 42            | 57.0          | 89.6          | 37            | 177.3  | 38      |
| Карл Јохан Бадсвик | Нормална скакаоница | 63.5          | 94.8          | 36            | 59.0          | 92.3          | 35            | 187.1  | 35      |
| Том Мобратен       | Нормална скакаоница | 71.5          | 103.5         | 15            | 66.5          | 103.4         | 18            | 206.9  | 14      |

## Брзо клизање
Мушки
| Дисциплина | Клизач    | Трка    | Трка    |
| Дисциплина | Клизач    | Време   | Пласман |
| ---------- | --------- | ------- | ------- |
| 500        | Томи Вајт | 49.6    | 31      |
| 1.500      | Томи Вајт | 2:34.2  | 34      |
| 5.000      | Томи Вајт | 9:04.5  | 25      |
| 10.000     | Томи Вајт | 18:25.3 | 21      |